# 巴赫穆茨凱
48°39′37″N 38°05′59″E / 48.66028°N 38.09972°E
巴赫穆茨凱（羅馬化：Bakhmutske）是位於乌克兰東部的村莊，由顿涅茨克州巴赫穆特区的索莱达尔市镇負責管轄。
该村的海拔高度94米，2016年人口1612，面積2.932平方公里，人口密度每平方公里209人。

## 歷史
該村位於巴赫穆特以東北，並在俄軍從東面前往索萊達爾的路上，導致巴赫穆茨凱成為俄烏戰爭裡巴赫穆特戰役的重要部分之一。
經過數月的激戰，俄方終在2023年1月上旬拿下村莊。

## 人口統計
根據 2001年烏克蘭人口普查，村民的母語分配如下：
- 烏克蘭語：80.5%
- 俄語：18.9%
- 其他：0.6%